# Криппс, Дэвид
Дэ́вид Криппс (англ. David Cripps) — англо-американский валторнист, дирижёр и музыкальный педагог.

## Биография
Дэвид Криппс начал заниматься на валторне в возрасте 14 лет и вскоре стал артистом Национального молодёжного оркестра Великобритании. После этого он в течение многих лет играл в ведущих оркестрах Британии и США: Лондонском симфоническом оркестре, национальном оркестре Уэльса, оркестре Халле в Манчестере и лондонском оркестре Филармонии. Во время работы в Лондонском симфоническом оркестре Дэвис Криппс исполнил партию ведущей валторны во время записей саундтреков к фильмам «Звёздные войны» и «Супермэн».
Он также занимался преподавательской деятельностью в Государственном университете Флориды, Университете Северной Аризоны и ряде других американских образовательных учреждений.
В настоящее время Криппс занимается музыкальным менеджментом. Он — директор оркестра Северной Аризоны в США и член Американской федерации музыкантов.